# Висока пољопривредна школа струковних студија у Шапцу
Висока пољопривредна школа струковних студија у Шапцу илити Одсек за пољопривредно-пословне студије и туризам Академије струковних студија Шабац  је високошколска установа у Шапцу.

## Историјат
Висока пољопривредна школа струковних студија у Шапцу је основана 5. октобра 1960. године као Виша пољопривредна школа у Шапцу ради школовања кадрова са вишом стручном спремом за потребе организовања примарне пољопривредне производње на државним, друштвеним и приватним газдинствима. При оснивању била су два одсека:
- ратарски (од 1966. године Одсек за ратарство и механизацију пољопривредне производње)
- сточарски (од 1965. године одсек мења назив у Одсек за говедарско-свињарску производњу)

На почетку рада, наставни планови били су сачињени по узору на наставне планове београдског Пољопривредног факултета, али су наставни планови претрпели измене 1966. године после саветовања и консултација обављених са пољопривредним организацијама, задружним савезима и привредним коморама.
Током година, Виша пољопривредна школа добија ново име и нову форму, као и више нових смерова.
Виша пољопривредна школа добија име Висока пољопривредна школа струковних студија 2007. године, док се 2019. године уједињује са остале две шабачке високе школе у Академију струковних студија Шабац.
Током 2003. године се отворају два нова смера: Заштита биља и Агроменаџмент, током 2009. године се уводи програми воћарство и виноградарство, наредне 2010 се уводи 2 специјалистичка струковна студија (биљна производња и инжењерски менаџмент у пољопривреди), 2012. године се уводи заштита животне средине, а 2016. године туризам.

## Студијски програми
Висока пољопривредна школа струковних студија има следеће студијске програме:
- Основне струковне студије
  - Агрономија (модули Биљна производња и Зоотехника)
  - Фитомедицина
  - Менаџмент
- Мастер струковне студије
  - Менаџмент у агробизнису